# Шатоне (Фрібур)
Шатоне (фр. Châtonnaye) — громада  в Швейцарії в кантоні Фрібур, округ Глан.

## Географія
Громада розташована на відстані близько 45 км на південний захід від Берна, 17 км на захід від Фрібура.
Шатоне має площу 6,3 км², з яких на 5,9% дозволяється будівництво (житлове та будівництво доріг), 70,7% використовуються в сільськогосподарських цілях, 23,4% зайнято лісами, 0% не є продуктивними (річки, льодовики або гори).

## Демографія
2019 року в громаді мешкало 830 осіб (+12,5% порівняно з 2010 роком), іноземців було 15,2%. Густота населення становила 132 осіб/км².
За віковим діапазоном населення розподілялося таким чином: 24% — особи молодші 20 років, 62,7% — особи у віці 20—64 років, 13,4% — особи у віці 65 років та старші. Було 323 помешкань (у середньому 2,5 особи в помешканні).
Із загальної кількості 162 працюючих 43 було зайнятих в первинному секторі, 41 — в обробній промисловості, 78 — в галузі послуг.